# Vila Verde (Vinhais)
Vila Verde é uma povoação portuguesa sede da Freguesia de Vila Verde do Município de Vinhais, freguesia com 14,30 km² de área e 151 habitantes (censo de 2021), tendo, por isso, uma densidade populacional de 10,6 hab./km².

## Demografia
A população registada nos censos foi:
| Ano  | 0-14 Anos | 15-24 Anos | 25-64 Anos | > 65 Anos |
| 2001 | 17        | 34         | 110        | 79        |
| 2011 | 5         | 1          | 86         | 85        |
| 2021 | 2         | 4          | 55         | 90        |

## Património
- Igreja Paroquial de Vila Verde;
- Forte de Modorra ou Forte Velho (ruínas).